# Neozavrelia
Neozavrelia is een muggengeslacht uit de familie van de Dansmuggen (Chironomidae).

## Soorten
- N. bernensis Reiss, 1968
- N. cuneipennis (Edwards, 1929)
- N. fuldensis Fittkau, 1954
- N. improvisa Fittkau, 1954
- N. luteola Goetghebuer & Thienemann, 1941